# Rafael Moneo
José Rafael Moneo Vallés (Tudela, 9 de maio de 1937) é um arquiteto espanhol.

## Formação e trabalho

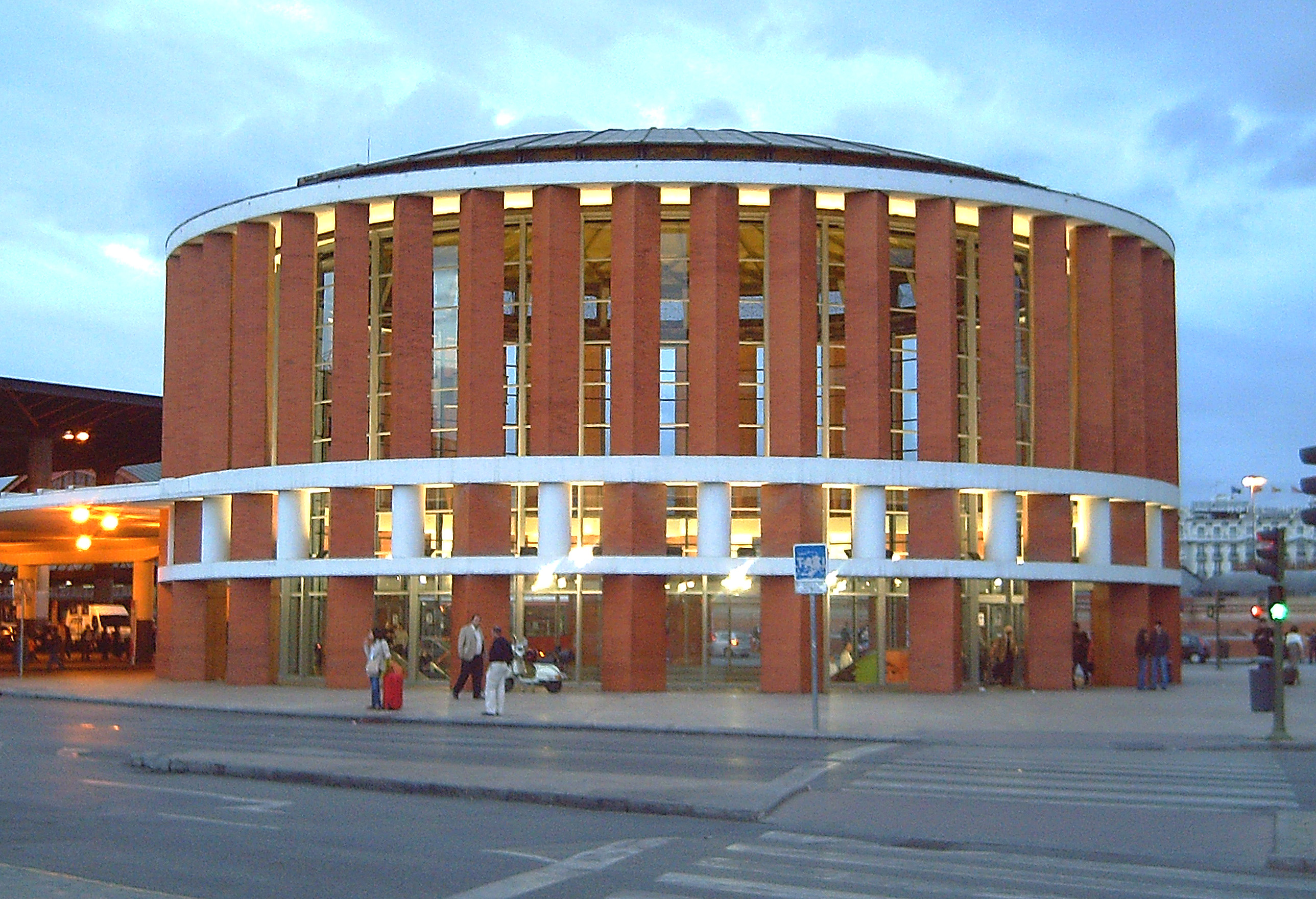
Uma das entradas da Estação ferroviária de Atocha em Madrid.

Concluiu o curso de arquitetura em 1961 na Escola Técnica Superior de Arquitetura de Madrid e foi professor na Escola Técnica Superior de Arquitetura de Barcelona.
Durante seus estudos, colaborou em vários projetos com arquiteto Francisco Javier Sáenz de Oiza. Após sua graduação, trabalhou no escritório de Jørn Utzon em Hellebaeck, Dinamarca, autor da famosa Ópera de Sydney, exatamente no mesmo período em que o projeto estava sendo desenvolvido nesse escritório. De volta a Madrid, Rafael Moneo ganhou uma bolsa de estudos na Academia Espanhola em Roma. Durante os dois anos seguinte foram de fundamental importância a carreira de Moneo, pelo impacto que a cidade de Roma teve na sua educação como arquiteto e pela oportunidade de contato com importantes arquitetos italianos como Paolo Portoghesi, Bruno Zevi e Manfredo Tafuri.
De volta a Madrid em 1965, recebeu a oportunidade de realizar o seu primeiro projeto importante, a Fábrica Diestre em Zaragoza. No ano seguinte, Moneo começa a lecionar na universidade onde se formou e a publicar artigos sobre arquitetura.
Em 1969, inicia o projeto do seu segundo grande trabalho, o Projeto Urumea, um edifício de apartamentos localizado em San Sebástian. Apenas em 1974, Moneo desenvolve um projeto na cidade de Madri, o edifício de escritório Bankinter, que foi projetado em colaboração com Ramón Bescós. Logo em seguida, ele foi chamado para projetar a sede da prefeitura de Logroño.
A partir desse ponto, Moneo adquire visibilidade internacional e em 1976 foi chamado aos Estados Unidos da América para participar durante um ano no Instituto de Arquitetura e Estudos Urbanos e para lecionar na Escola de Arquitetura Cooper Union, ambos na cidade de Nova Iorque.
Ao se restabelecer em Madrid, Moneo torna-se professor titular na Escola de Arquitetura de Madrid por cinco anos. Durante esse período projetou o Museu de Arte Romana em Mérida e o edifício da Previdência Espanhola em Sevilha.
Em 1984, Moneo foi nomeado chefe do departamento de arquitetura da escola de Design da Universidade de Harvard. Durante seu período em Harvard, Moneo viajou quase todo o mês para desenvolver o projeto da Estação de Trem Atocha, projeto vencido por ele através de um concurso.

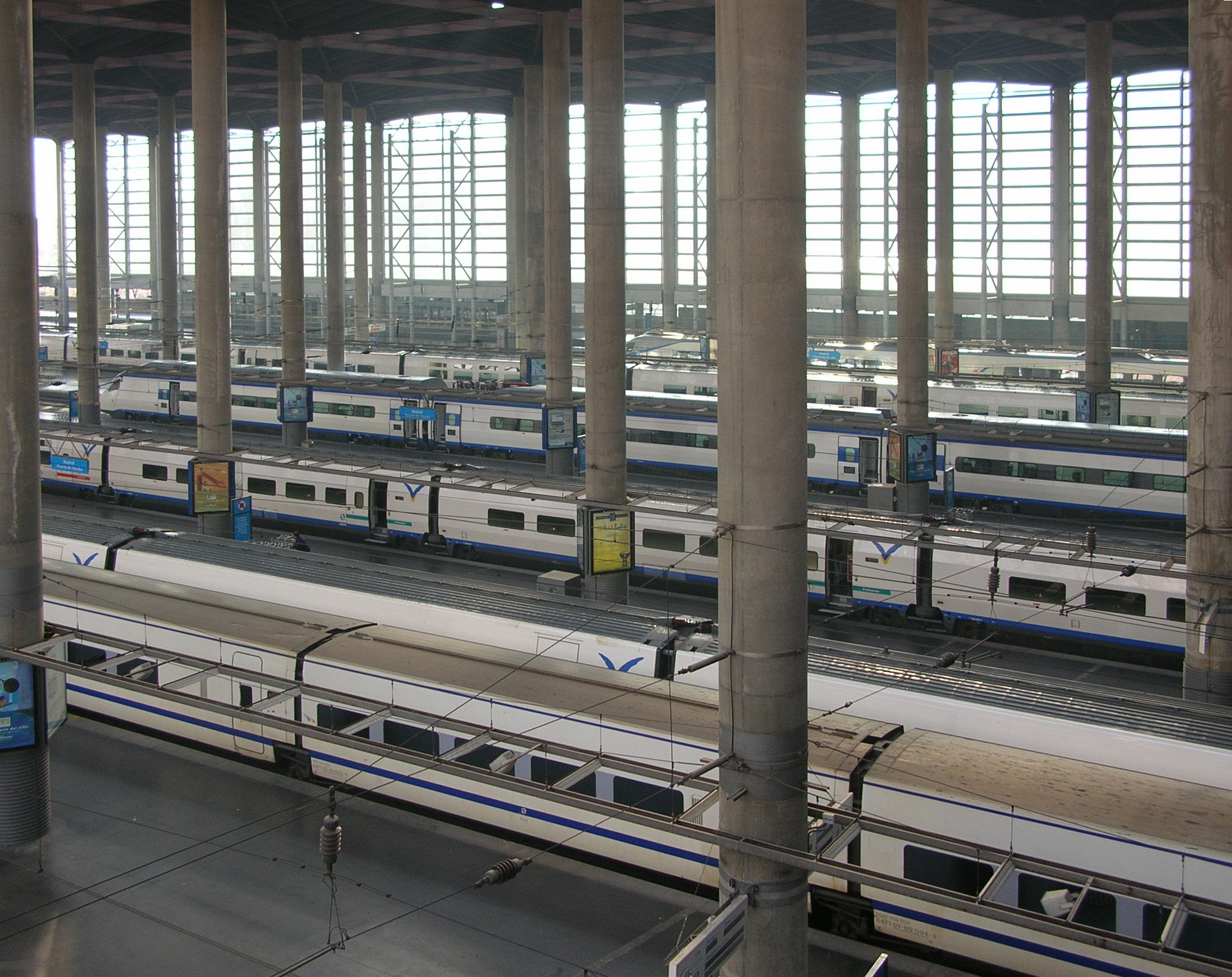
Estação ferroviária de Atocha em Madrid.

Apesar de pretender prolongar a sua permanência em Harvard, Moneo voltou a Madrid devido aos projetos que surgiram para a celebração da Espanha'92 (que consistia na comemoração do 500° aniversário da viagem de Cristóvão Colombo ao Novo Mundo, os Jogos Olímpicos de Barcelona e Feira Mundial em Sevilha), sendo eles: o Aeroporto San Pablo em Sevilha; a remodelação do Palácio Villahermosa para abrigar a coleção de arte Thyssen-Bornemisza; e o edifício Diagonal em Barcelona.
Com tantos projetos em andamento, Moneo transferiu seu escritório de sua casa para um edifício próximo, onde também desenvolveu nessa época mais dois projetos vencidos em competição: a Sala de Concertos e Centro Cultural Kursaal em San Sebastián; e o Museu de Arte e Arquitetura em Estocolmo.
A partir de então passa a ser agraciado com o mais diversos prêmios e honrarias. Em 1993, é nomeado Doutor Honoris Causa pela Universidade de Lovaina, recebe o Prêmio Arnold W. Brunner Memorial de Arquitetura, outorgado pela Academia Americana de Artes e Letras. É agraciado com o Prêmio Príncipe de Viana do Governo de Navarra. Recebe em Estocolmo o Prêmio Schock de Artes Visuais, prêmio concedido pela Fundação Schock e a Real Academia de Artes. Em 1994 recebe uma Laura ad Honorem da Escola de Arquitetura de Veneza. Em 1996 é agraciado com o Prêmio Pritzker de Arquitetura e a Medalha de Ouro da Academia de Arquitetura da França e a Medalha de Ouro da União Internacional de Arquitetos.
Em 1997 é nomeado Acadêmico Numerário da Real Academia de Belas Artes de San Fernando de Madrid e recebe o título de Doutor Honorário de Tecnologia do Real Instituto de Tecnologia de Estocolmo. Em 1998 recebe o Prêmio Feltrinelli da Academia Nacional de Lincei, em Roma. É membro da Academia Americana de Artes e Ciências, da Academia de San Lucas de Roma e da Real Academia Sueca de Belas Artes. É Membro Honorário do Instituto Americano de Arquitetos e do Real Instituto de Arquitetos Britânicos.
Na atualidade, Moneo continua trabalhando com uma arquitetura duradoura, conservando ainda seu cargo de professor na Universidade de Harvard, onde leciona por duas semanas anualmente nas primaveras, além de desenvolver um amplo trabalho como conferencista, crítico e teórico de arquitetura.
Escreveu Inquietação Teórica e Estratégia Projetual, importante obra no campo do projeto arquitetônico aonde faz uma compilação de algumas das suas principais aulas em Harvard.

## Obras representativas
| - Museu Nacional de Arte Romana (Mérida) (1980-85) - Museu de Arte (Estocolmo) (1991-98) - Biblioteca da Universidade de Aremberg (Lovaina, Bélgica) (1997-2002) - Teatro (Basileia, Suíça) - Catedral de Nossa Senhora de Los Angeles (Los Angeles) (1996-2002) - Hotel e escritórios Grand Hyatt (Berlim) - Edifício Audrey Jones Beck, Museu de Arte (Houston) (1992-2000) - Museu de Arte Moderna e Arquitetura (Estocolmo) (1991-98) - Restaurante da Hospedería Real (Guadalupe, Espanha) - Edifício Potsdamer Platz Hotel e Escritórios (Berlim) - Prefeitura (Múrcia, Espanha) (1991-98) - Palácio de Congressos e Auditorio Kursaal (San Sebastián, Espanha) (1990-99) - Museu Thyssen-Bornemisza, Palácio de Villahermosa (Madrid) - Auditório de Concertos (Barcelona) (1987-1999) - Aeroporto San Pablo (Sevilha, Espanha) (1989-92) | - Edifício L'Illa na Avenida Diagonal (Barcelona) (1986-93) - Estação de Trem de Atocha (Madrid) (1985-88) - Prefeitura de Logrono (Logrono, Espanha) (1973-81) - Prefeitura de Amesterdão (Amesterdão) - Arquivo Geral de Navarra (Pamplona) - Centro de Arte e Natureza (Huesca) - Hospital Infantil e Maternidade (Maternidad de O'Donnell), (Madrid) (1996-2003) - Sede do Governo da Cantábria em Puertochico (Santander) (2007-?) - Ampliação do Museu do Prado (Madrid) (2007) - Museu da Ciência (Valladolid) (2001) - Edifício da Previsión Española (Sevilha, Espanha) (1982-1987) - Bodegas Julián Chivite, (Estella, Espanha) (1991-2002) - Sede do Banco da Espanha (Jaén, Espanha) (1983-1988) - Edifício Aragonia, (Zaragoza, Espanha) - Sede da Confederação Hidrográfica de Guadiana, Mérida |

## Prêmios
- 1993 - Prêmio Arnold W. Brunner Memorial de Arquitetura da Academia Americana de Artes e Letras
- 1993 - Prêmio Príncipe de Viana do Governo de Navarra
- 1996 - Prêmio Schock, outorgado por um comité da Real Academia Sueca de Música.
- 1996 - Prêmio Pritzker
- 1996 - Medalha de Ouro da União Internacional de Arquitetos.
- 2001 - Prêmio de Arquitetura Contemporânea Mies van der Rohe
- 2003 - Medalha de Ouro do Royal Institute of British Architects (RIBA).
- 2006 - Medalha de Ouro de Arquitetura (CSCAE).
- 2012 - Prémio Príncipe das Astúrias